# 所有的灵魂
《所有的灵魂》（英語：All Souls）是斯图尔特·格兰德和斯蒂芬·托尔金创作的美国超自然医疗剧，于2001年4月17日至8月31日在联合派拉蒙电视网播出一季。节目灵感源自拉斯·冯·提尔的迷你剧集《医院风云》，“所有的灵魂”指剧中同名闹鬼教学医院，剧情围绕院内医务人员展开。主角米切尔·格雷斯是该院实习医师，遇到许多鬼魂后发现部分医生在患者身上做不道德的实验。电视剧的执行制作人包括艾伦·斯班林、·杜克·文森特和马克·弗罗斯特。
格兰德认为医疗机构是展开恐怖题材节目的理想场所，他的研究结果表明每年约有八万人在医院死因不明。弗罗斯特也称现代医学和超自然现象有千丝万缕的联系。剧中故事发生在波士顿，但实际是在加拿大蒙特利尔拍摄。取景地包括尚在运作的精神病院，多个镜头背景中出现真实的病人。
《所有的灵魂》收视成绩很不理想，电视台仅播出两集后就决定暂时停播，不久后正式取消并播完已经订购的六集。片中演员认为节目正因领先于时代而失败，如果晚两年播出效果就会好得多。节目没有发行数码多功能影音光盘或蓝光光盘，也没有授权流媒体发布。评论界对本剧大多青眼有加，称赞剧中的恐怖和超自然元素，但情节和风格与其他恐怖或科幻电视剧相比尚有不及，特别是《X档案》和作家斯蒂芬·金的作品。

## 情节构想
据联合派拉蒙电视网宣传，《所有的灵魂》属“超自然医疗剧”，剧名意指波士顿同名教學醫院，情节围绕院内医务人员展开。医院的历史可以追溯到南北战争，剧中用多个镜头关注一张战争期间拍摄的照片，上面有许多人此时仍在医院工作。医院从内战时就开始闹鬼，起因是艾布拉姆森医生在三个儿子都战死沙场后开始在病人身上实验，被他害死的冤魂在院内逗留至今。医院设施包括“地牢、神秘的电梯、荒废的楼层，到处都是烟雾和滴水的过道”，以及“阴暗、潮湿，仿佛洞穴般的区域”。这里还曾是精神病院，位于医院塔楼上层。
电视剧主线剧情包含“更深层次的善恶斗争”。《所有的灵魂》以恐怖电影为灵感来源，纳入“极端特写镜头”和“稀奇古怪的性转变”。以试播集为例，剧中出现年轻女人勾引医生的情节，随后突然揭示该女子其实是尸体，进而得知许多女人入院后死亡。每集节目独立成章，但整体情节依然保持连续。

## 角色

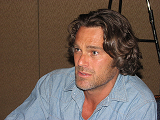
格雷森·麦考奇在剧中扮演主角米切尔·格雷斯医生

根据主创人向联合派拉蒙电视网高管的提议，本剧主要内容是“青年医生在闹鬼的波士顿老医院身陷险镜”，他们既要面对“大量可怕的超自然现象，又要争分夺秒救死扶伤”。试播集显示米切尔·格雷斯医生（Dr. Mitchell Grace，格雷森·麦考奇饰）从医学院毕业后马上进入医院工作，他父亲曾在所有的灵魂医院看门，1978年因感染神秘疾病去世。格雷斯为此谢绝梅奥医院和耶鲁纽黑文医院的工作邀约，主动选择所有的灵魂。作为剧中主角，格雷斯既是医生又是侦探，试图查明医院内部运作。他在工作期间遇到或善良或邪恶的鬼魂，还发现部分人员依照董事会指示开展医学实验。院内幽魂包括“疯狂科学家和为他跑腿的男孩”，身着19世纪潮流服饰、推着婴儿车穿过大堂的女子。格雷斯有时会看到父亲的异象，而且与拉撒路和南北战争时期医生的鬼魂似乎存在某种联系。剧情表明，董事长丹特·安布罗休斯（Dr. Dante Ambrosious，让·勒克莱尔饰）还在同邪恶的鬼魂交易。
格雷斯在医院工作期间与其他人紧密合作，但除他以外，绝大多数医务人员对该院的超自然现象缺乏了解。格雷斯的盟友包括执业护士格洛里·圣克莱尔（Glory St. Claire，艾尔玛·霍尔饰），她已在此工作多年，“知道许多无法形容、或至少可以说解释不清的事情”。圣克莱尔拥有心灵感应能力，声称医院里的“死人拥有法力”，还称院内善良一派鬼魂早在数十年前就预知格雷斯的到来。她只需抓住格雷斯的手，就能让他看到医院中“受尽折磨的灵魂”。格雷斯的其他支持者还包括妮可·德布雷医生（Dr. Nicole De Brae，塞丽娜·斯科特·托马斯饰）、布拉德利·斯特林医生（Dr. Bradley Sterling、丹尼尔·科斯格罗夫饰）和帕特里克·福塔多（Patrick Fortado，亚当·罗德里格兹饰）。德布雷是医院的主任医师，斯特林和格雷斯一样是實習醫師，福塔多是男主角的好友，虽已截瘫，但黑客技术高超。德布雷是否的确真诚对待格雷斯尚存疑问，《旧金山纪事报》的蒂姆·古德曼（Tim Goodman）推测她可能会成为男主角的恋人或是与某鬼魂有亲戚关系。其他经常出场的医务人员包括心理医师菲洛梅娜·卡伦（Dr. Philomena Cullen，玲子·艾爾斯沃斯饰）和护工乔伊（Joey，克里斯蒂安·特西尔饰）。

## 制作

### 构想和拍摄
《所有的灵魂》由斯图尔特·格兰德（Stuart Gillard）和斯蒂芬·托尔金（Stephen Tolkin）主创，斯班林电视（Spelling Television）和猴叔制片制作，执行制作人除格兰德和托尔金外还包括艾倫·斯班林、·杜克·文森特（E. Duke Vincent）和马克·弗罗斯特（Mark Frost）。部分媒体认为斯班林和弗罗斯特的合作组合很奇怪，《综艺》刊登史蒂文·奥克斯曼（Steven Oxman）的文章，觉得两人合作就像“美女与野兽融合在一起”，其中斯班林负责美女部分，“光鲜亮丽而肤浅”；弗罗斯特则包含“令人毛骨悚然的超现实兽性”。两人还曾协手制作犯罪剧情电视剧《巴迪·法罗》（Buddy Faro）。
格兰德认为医疗机构是展开恐怖题材节目的理想场所：“哪怕你身体健康，只是去看望病人，医院也很恐怖”。他在为节目构想开展研究期间颇为惊讶地发现，每年约有八万人在医院死因不明。弗罗斯特也有类似看法，声称现代医学和超自然现象有千丝万缕的联系，而且医院也是“非常超自然的地方”，医药“距超自然仅有一步之遥”。本剧创作灵感源自拉斯·馮·提爾的迷你剧集《医院风云》，还有评论将节目与斯蒂芬·金的电视剧《王国医院》（Kingdom Hospital）相比。另外，弗罗斯特曾在宣传期间表示，电视剧还在一定程度上受到科幻剧情电视剧《X档案》影响。
《所有的灵魂》由汤姆·伯斯汀（Tom Burstyn）负责摄影，迈克尔·乔伊（Michael Joy）和科林·涅米（Collin Niemiand）共同担任美术总监。詹姆斯·L·康威（James L. Conway）是节目的制作顾问，配乐由乔尔·麦克尼利（Joel McNeely）作曲。剧中医院虽位于波士顿，但实际是在加拿大蒙特利尔摄制。剧组在蒙特利尔建于十九世纪、而且仍在运作的精神病院取景，部分镜头中就是真的病人，弗罗斯特声称这让节目更显真实。

### 发展和演员选定
《所有的灵魂》源自和哥伦比亚派拉蒙电视网（CBS Paramount Network Television）的制作协议，据节目和原创电影高级副总裁托马斯·维塔莱（Thomas Vitale）透露，两司合作能为增加更多大众节目。2000－2001年美国电视网节目季中换血期间，联合派拉蒙电视网共推出三档新剧，除《所有的灵魂》外，另两档分别是《爱的枷锁》和《特别小组2》（Special Unit 2）。节目开播时，联合派拉蒙电视网已经定购六集，这六集均在电视剧被取消前拍完。约翰·莱夫斯克（John Levesque）在《西雅图邮讯报》发文，推测联合派拉蒙电视网推出《所有的灵魂》是因为《星际旅行：重返地球》刚刚播完，电视台希望找到合适的电视剧重现辉煌。莱夫斯克觉得三个节目都很有希望，但都称不上“十拿九稳”。
罗德里格兹（Adam Rodriguez）起初打算参演2000年的电视剧《欲望华尔街》（The $treet），所以不愿参与本剧试镜。经过制作人多次联络，他接受剧本并先后五次阅读福塔多和斯特林的戏码，还与斯班林交流。罗德里格兹未获《欲望华尔街》录用，然后同意出演福塔多，他也特别希望参与斯班林制作的节目。受人物残疾影响，罗德里格兹需要坐轮椅参与拍摄，这也令他更加理解和尊重残疾人。

## 分集
| 集數 | 標題           | 導演              | 編劇                | 首播日期      | 美国收視人數 （百萬） |
| --- | -------------- | ----------------- | ------------------- | ------------- | --------------------- |
| 1 | 试播           | 斯图尔特·格兰德   | 斯蒂芬·托尔金       | 2001年4月17日 | 2.1                   |
| 米切尔·格雷斯医生开始在所有的灵魂医院工作。行迹可疑的护工把病人卡罗琳·帕特森（Caroline Patterson）送往地下室，格雷斯想救她，但没有成功。院内老医生满以为能通过所谓的“双子座计划”获得永生，最终被医院内的鬼魂所杀。 |                |                   |                     |               |                       |
| 2 | 软骨头         | 斯图尔特·格兰德   | 斯图尔特·格兰德     | 2001年4月24日 | 1.5                   |
| 柯斯汀·凯恩遭遇肇事逃逸导致脊椎受伤并入院治疗。斯蒂芬妮·沃尔特医生（Dr. Stefani Volette）打算在帕特里克·福塔多身上实验，以杀害凯恩为代价治好福塔多的截瘫。福塔多发现他不是因事故致残，而是沃尔特为开展实际刻意安排的阴谋，沃尔特决定亲自尝试实验成果。 |                |                   |                     |               |                       |
| 3 | 交易           | 斯图尔特·格兰德   | 斯科特·弗罗斯特（Scott Frost） | 2001年5月1日  | 1.5                   |
| 特里梅恩·霍兰德（Tremaine Holloand）和夫人爱丽丝·安妮·霍兰德（Alice Anne Holland）的儿子乔丹·霍兰德（Jordan Holland）本已在出生时夭折，但丹特·安布罗休斯医生因为特殊目的把他救活，准备让他满十八岁时开始执行所谓命中注定的任务。乔丹被送入精神病房，特里梅恩竭尽全力也无法阻止安布罗休斯带走儿子，最终选择自杀。 |                |                   |                     |               |                       |
| 4 | 坏血           | 斯图尔特·格兰德   | 马克·弗罗斯特       | 2001年8月17日 | 1.5                   |
| 胡安·安东尼奥·马克斯博士（Dr. Juan Antonio Marquez）乘飞机前来治疗，同时又有和他长得一模一样的男子入院。马克斯患有菌血症，其他感染者均已死亡，包括飞机上的医生和护士凯茜·卡瓦列里（Cathy Cavalleri）。剧情表明另一名男子才是真正的马克斯，冒充者是阿夫霍上校（Colonel Avejo）。马克斯和阿夫霍都在同一监狱服刑，阿夫霍曾折磨马克斯，还蓄意用病毒感染后者的侄女，她幸得根据真马克斯血液开发的解药才康复。                                                         |                |                   |                     |               |                       |
| 5 | 持续惊恐       | 瑞克·罗森塔尔（Rick Rosenthal） | 马克·弗罗斯特       | 2001年8月24日 | 2                     |
| 乔琳娜·马丁（Jolene Martin）、塞拉·威尔逊（Sierra Wilson）、安娜·马克汉姆（Anna Markham）、贝琳达·卡奇（Belinda Karch）和阿比盖尔·“加比”·缅因（Abigail "Gabby" Maine）都是女运动员，在所有的灵魂运动医学诊所接受亨利·罗曼医生（Dr. Henry Lohman）的实验。前三人都在实验期间死亡，医生在救治加比时发现，贝琳达仅一小会儿就从20岁的妙龄少女老化成九十多岁的妇人。原来，五人都是罗曼医生基因育种实验的产物，从技术上来说都是他的女儿。助手在没有知会罗曼的情况下对五名女子采用实验疗法，导致惨剧发生。 |                |                   |                     |               |                       |
| 6 | 距罗杰再近一步 | 斯图尔特·格兰德   | 菲利普·莱文斯（Philip Levens）   | 2001年8月31日 | 1.2                   |
| 差点丧命的巴尼·惠勒克（Barney Wheelock）被自称“罗杰”（Roger）的灵魂附身，然后不由自主地绑架护士金·佩雷蒂（Kim Peretti），随后又杀害妻子卡尔维特（Calvette）和两个儿子。接下来罗杰控制金袭击布拉德利·斯特林医生。原来罗杰是古老的“死者之神”，他还想杀害菲洛梅娜·卡伦医生（Dr. Philomena Cullen），但被格雷斯所救。节目最后，观众可以看到代表罗杰的标识和所有的灵魂医院徽标一模一样。                                                                                    |                |                   |                     |               |                       |

## 播映
《所有的灵魂》起初占据北美东部时区周二晚九点档，直接在真人实境节目《爱的枷锁》后播出。电视剧的家长指引评级为，意为“不适合幼儿”。试播集于2001年4月17日播出，共有210万观众收看，尼尔森媒体研究结果排在这周所有电视节目的第105位。
因收视成绩不理想，联合派拉蒙电视网于2001年4月30日暂时停播《所有的灵魂》，此时节目还只播出两集。虽然电视台高管表示尚未决定取消本剧，但媒体评论认为节目反响不佳，取消已成定局。《所有的灵魂》于八月回归并改占北美东部时区周五晚九点档，余下的分集都在这个月播完，最后一集在31日播映。另外还有一集在九月重播。全剧共计播出360分钟。
麦考奇（Grayson McCouch）在节目取消后表示，本剧从一开始就“注定要失败”，联合派拉蒙电视网“当时是失败者的电视台”，电视剧也没有得到足够重视。科斯格罗夫（Daniel Cosgrove）不认可麦考奇颇显情绪化的观点，在他看来，节目的失败与电视台没有必然联系。罗德里格兹觉得《所有的灵魂》“略有些超前”，导致收视成绩差，如果推迟一到两年播映相信效果会好得多。本剧此后一直没有发行数码多功能影音光盘和蓝光光盘，也没有授权流媒体发布。

## 专业评价
《所有的灵魂》获评论界好评，《纽约每日新闻》的埃里克·明克（Eric Mink）称赞剧中恐怖元素，还称节目能让电视台的核心观众紧张不已，整个人都吓得缩成一团。《洛杉矶时报》刊登霍华德·罗森伯格（Howard Rosenberg）的评论文章，赞赏节目给观众带来“超自然的乐趣”。凯文·麦克唐纳（Kevin McDonough）在网站发文，主要表扬节目的剪辑和特效，觉得本剧是“经典的艾伦·斯班林制作”，他还在《查尔斯顿每日邮报》（The Charleston Daily Mail）声称《所有的灵魂》是“你从未看过的最好节目”，对电视剧构想和演员青眼有加。明克也认为节目剧情和人物表现出色，有进一步发展潜力。
部分评论对剧情评价不一，罗伯·欧文（Rob Owen）在《匹兹堡邮报》发文，称赞试播集展现的元素足以证明节目潜力。奥克斯曼认为试播集的恐怖手段行之有效，形体完好胎儿移动的镜头特别出彩。《洛杉矶周报》（LA Weekly）的罗伯特·劳埃德（Robert Lloyd）一方面觉得电视剧制作精良，雄心尽显，另一方面感觉格雷斯和圣克莱尔初遇时的情节暴露太多剧情。
部分评论将本剧与其他恐怖或科幻电视剧对比。古德曼认为《所有的灵魂》与《档案》、《迷離境界》、史蒂芬·金1977年的小说《闪灵》及其他医疗剧都有相似之处。虽然各种元素在剧中显得“漫无目的”，但整体而言还是达到相互配合的效果。奥克斯曼批评节目以精神病院为背景的设定不够原创，与金的作品及1996年电影《非常手段》（Extreme Measures）类似，如果与《双峰》相比又显得肤浅。不过，他认为《所有的灵魂》有望成为《档案》过后电视联播网上最吓人的节目。